# Pierre Bourquenoud
Pierre Bourquenoud (Vaulruz, 21 november 1969) is een Zwitsers voormalig beroepswielrenner. Hij reed voor onder meer Phonak Hearing Systems. Hij werd in 2001 tweede op het Zwitserse kampioenschap op de weg, een jaar later eindigde hij als derde.

## Belangrijkste overwinningen
2000
- GP Winterthur

2002
- 12e etappe Ronde van Chili

## Resultaten in voornaamste wedstrijden
| Jaar | Ronde van Italië | Ronde van Frankrijk | Ronde van Spanje |
| ---- | ---------------- | ------------------- | ---------------- |
| 2003 |                  | opgave              |                  |
| 2004 |                  | 130e                |                  |

| Jaar | Amstel Gold Race |
| ---- | ---------------- |
| 2003 | 57e              |
| 2004 |                  |